# Marholmen (vid Älgö, Raseborg)
Marholmen är en ö i Finland.   Den ligger i kommunen Raseborg i landskapet Nyland, i den södra delen av landet, 90 km väster om huvudstaden Helsingfors.
Marholmen är delvis ihopväxt med Halsholmen i söder genom ett smalt näs, tidigare sund, kallat ”Nålsögat”. 